# The Final Separation
The Final Separation – druga płyta włoskiego black/speedmetalowego zespołu Bulldozer, wydana w 1986 przez Roadrunner Records.
Płyta została nagrana w Bips Studio w Mediolanie, a opracowaniem dźwięku zajął się sam zespół.
Podobnie jak na debiutanckim albumie The Day of Wrath, na drugiej płycie słychać muzyczny wpływ brytyjskich zespołów Venom i Motörhead, ale także formacji thrashmetalowych Razor czy Slayer. Muzyka zawarta na albumie jest dynamiczna i surowa, jednak w mniejszym niż poprzedni album stopniu blackmetalowa. Zespół muzycznie wychodzi poza posępną atmosferę tego gatunku, także teksty są bardziej zdystansowane do podejmowanej w black metalu tematyki (utwory Ride Hard-Die Fast czy Sex Symbols's Bullshit). Kompozycja "Don" Andras zawiera motyw Funiculì funiculà, popularnej pieśni z Neapolu, ale jej tekst został zmieniony.
Reedycja płyty wydanej przez wytwórnię Metal Mind Production w 2007 zawiera dodatkowy utwór Another Beer (It's What I Need), pochodzący z singla demo z 1983.

## Lista utworów
1. Final Separation – 4:50
2. Ride Hard-Die Fast – 3:59
3. The Cave – 4:34
4. Sex Symbols's Bullshit – 3:31
5. "Don" Andras – 3:04
6. Never Relax! – 5:35
7. Don't Trust the "Saint" – 4:28
8. The Death of Gods – 10:05

## Skład zespołu
- AC Wild – gitara basowa, wokal
- Andy Panigada – gitara
- Don Andras – perkusja